# Роберт Чалдіні
Роберт Чалдіні (англ. Robert Cialdini; народився 27 квітня 1945 року, Мілвокі, Вісконсин) — американський психолог, найбільш відомий своєю книгою «Психологія впливу» та описом маніпулятивної техніки «Двері в обличчя» (1975).
Проходив навчання в університетах Вісконсина і Північної Кароліни. Навчався в аспірантурі Колумбійського університету. Впродовж усієї дослідницької кар'єри працював в Університеті штату Аризони. Був запрошеним професором і дослідником в Університеті штату Огайо, Каліфорнійському університеті в Сан-Дієго, Каліфорнійському університеті в Санта-Крус, Університеті Південної Каліфорнії, Стенфордський університет. У 1996 році Р. Чалдіні був президентом Суспільства психології особи і соціальної психології. Володар різних премій в області соціальної психології, психології споживача, викладання психології. У 2009 році припинив наукову діяльність, залишившись емерит-професором Університету штату Аризона. Член НАН США (2019).

## Діяльність
Експериментальний соціальний психолог. Вивчає психологію поступливості. З'ясовує дію механізмів прохань і вимог, які він назвав «знаряддями впливу».
Займається вивченням впливу між особових взаємовідносин людей. Розглядає різні випадки з власної практики і пропонує методи по розумному контролю. Свої дослідження засновує на особистому досвіді і з'ясуванні причин власної поведінки. Одним з прикладів, про який він оповідає у своїй книзі «Соціальна психологія. Зрозумій інших, щоб зрозуміти себе», являється випадок із скаутом. Одного разу на вулиці Роберту хлопчик-скаут запропонував купити квитки на деякий виступ за ціною 5 доларів за штуку. На категоричну відмову хлопчик відповів: «Добре, тоді купите дві плитки шоколаду по долару за штуку». Чалдіні з радістю погодився, а потім замислився: «Я не люблю шоколад і люблю долари. Чому я купив шоколад?» Пояснюється це принципом завищеної вимоги, потім відступи. Цим явищам він дає різні «життєві» назви, наприклад «принцип віддавати борги»: експериментатор в кіно під час сеансу виходить із залу і повертається з двома пляшками коли, для себе і для сусіда, який його про це не просив (причому кола дістається сусідові абсолютно безкоштовно). Після сеансу він пропонує своєму сусідові купити лотерейні білети, і сусід на знак вдячності купує у нього квитків на суму вартість коли, що у декілька разів перевищує. На подібних прикладах він розглядає механізми взаємного впливу людей, їх причини і наслідку. Розглядає проблему великого потоку інформації і властивість людської психіки реагувати на деякі ключові фрази.
Принцип «клац» може бути продемонстрований експериментом. У бібліотеці до копіювального апарату вишикувалася черга. Підходить людина і просить його пропустити, тому що він спізнюється на зустріч. Результат — 94 % Далі експериментатор ніяк не обґрунтовує своє бажання: 60 % Утретє експериментатор говорить: «Пробачте, у мене п'ять сторінок. Можу я скористатися ксероксом, тому що мені потрібно зробити декілька копій?» Результат — 93 %. Чоловік почув ключову фразу — «тому що»., і «клац», він далі вже не контролює. Дуже часто подібними методами користуються в негідних.

## Бестселер «Психологія впливу» та інші книги

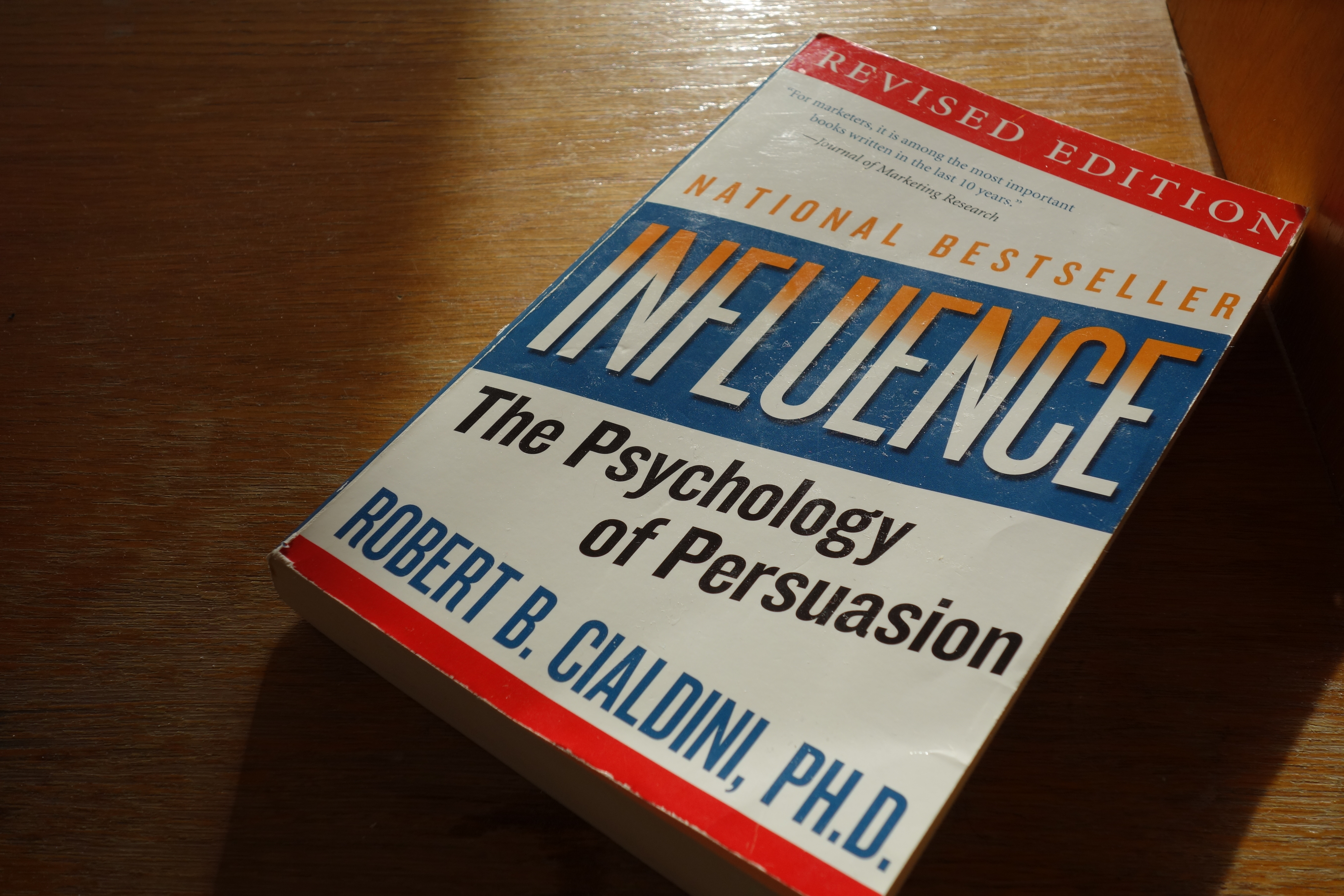
[https://www.shortform.com/blog/influence-the-psychology-of-persuasion/#:~:text=The%20psychology%20of%20persuasion%20using%20the%20Reciprocity%20Principle,neighbors%20invite%20you%20over%2C%20you%20return%20the%20courtesy. The Psychology of Persuasion

У книзі «Психологія впливу» автор детально й доступно описує методи психологічного впливу на оточуючих, закони створення конкуренції та психологічного тиску. Чалдіні на яскравих життєвих прикладах дає унікальні поради, як правильно спілкуватися, розуміти поведінку інших, визначати маніпуляторів свідомістю. Письменник вчить не потрапляти на гачок нав'язливої реклами та наполегливих продавців та в той же час розповідає, як переконувати і впливати на людей. Книга адресована всім, хто працює з людьми та цікавиться психологією впливу і переконання: керівникам, менеджерам, політикам, юристам, бізнесменам, педагогам, психологам тощо. Висловити свою думку так, щоб її прийняли — цьому вчить ще одна книга Роберта Чалдіні «Психологія згоди», над якою він працював близько тридцяти років. Автор дає читачеві цікаву та корисну інформацію про поведінку, яку легко застосовувати в повсякденному житті. Доктор Чалдіні став співавтором книги «Так! 60 секретів із науки переконання». Робота також присвячена психології переконання: сюди увійшли десятки порад, які можуть значно вплинути на успіх читачів.                                             